# Dryadula ater
Dryadula ater är en fjärilsart som beskrevs av Johann August Ephraim Goeze 1779. Dryadula ater ingår i släktet Dryadula och familjen praktfjärilar. Inga underarter finns listade i Catalogue of Life.